# Viktor von Meibom
Viktor Reinhard Karl Friedrich von Meibom (* 1. September 1821 in Kassel; † 28. Dezember 1892 ebenda) war ein deutscher Rechtswissenschaftler.

## Leben
Viktor von Meibom war der Sohn des Kurhessischen Generalmajors Heinrich von Meibom (1784–1874) und dessen Ehefrau Susette, geborene Ries (1786–1862).
Er besuchte zunächst das Lyceum Fridericianum, das nach 1835 in Kurfürstliches Gymnasium zu Cassel umbenannt worden war. Hier legte Viktor von Meibom 1839 sein Abitur ab. Ab Ostern 1839 studierte er Rechtswissenschaft an der Philipps-Universität Marburg. Dort hörte er Straf- und Zivilrecht bei Adolph von Vangerow und dem Kirchenrechtler Ämilius Ludwig Richter. In Marburg trat er im Wintersemester 1839/40 mit seinem Vetter Otto von Gehren in das neugegründete Corps Hasso-Nassovia ein. Im darauffolgenden Semester wurde er Fuchsmajor. 
Im Sommersemester 1840 wechselte er an die Friedrich-Wilhelms-Universität zu Berlin. Dort hörte er noch Friedrich Carl von Savigny, Carl Gustav Homeyer und August Wilhelm Heffter. Zum Sommersemester 1841 kehrte Meibom nach Marburg zurück und hörte hier zur Examensvorbereitung Ludwig Friedrich Wilhelm Duncker  (Zivilprozessrecht), Sigismund Löbell (Kriminalprozessrecht). Bei Georg Wilhelm Wetzell hörte er Römisches Recht, Digestenexegese (siehe auch Pandekten und Pandektenwissenschaft). Bei Endemann hörte er Zivilprozessrecht. In Kurhessen musste man zwei Examina, ein universitäres und ein staatliches absolvieren, die Viktor von Meibom in der zweiten Hälfte des Jahres 1842 ablegte.
Nach Beendigung seiner Studien trat Meibom im Januar 1843 in den kurhessischen Justizdienst ein und wurde Referendar am Obergericht in Kassel. 1847 legte er sein Assessorexamen mit einem summa cum laude ab. Anfang Februar wurde er als Legationssekretär seinem Onkel Franz Hugo Rieß von Scheurnschloß, der Kurhessischer Bundestagsgesandte in Frankfurt war, beigeordnet und im darauffolgenden März wurde er dessen Nachfolger Sylvester Jordan beigeordnet.
Das „tolle Jahr 1848“ erlebte er in Frankfurt. Er besuchte alle Sitzungen der Nationalversammlung und verkehrte mit den Abgeordneten des linken und rechten Zentrums auf der Mainlust und hatte Zugang zu deren exklusiven Zusammenkünften.
Auf eigenen Wunsch wurde er zum 1. Februar 1849 an das neugeschaffene Rotenburger Obergericht versetzt. Im März 1850 lehnte er einen Karrieresprung zum Referenten im Außenministerium im neuen reaktionären Kabinett Hassenpflug auf Grund seiner nationalliberalen Überzeugung ab. Im Kurhessischen Verfassungskonflikt stand er auf der Seite der „notorischen Steuerverweiger und Widerständischen“ und bekam am 11. Dezember acht zu verköstigende Strafbayern aufgezwungen. Vier Tage später wurde die Zahl auf 20 erhöht. Daher reichte das gesamte Gericht Rücktrittsgesuche ein. Als das Oberappellationsgericht Kassel einknickte, gab auch das Rotenburger Gerichtspersonal auf. Hassenpflug reduzierte im darauffolgenden Jahr die Obergerichte auf Fulda und Kassel, um so die renitenten Obergerichtsräte zu entfernen. Meibom kam glimpflich davon und wurde lediglich an das neugeschaffene Kriminalgericht Marburg als Unterstaatsprokurator versetzt. Zugleich war er Leiter des Schwerverbrechergefängnisses im Marburger Schloss. In Marburg lernte er Paul Roth kennen, mit dem er sein erstes wissenschaftliches Werk das „Curhessische Privatrecht“ erarbeitete.
Unbefördert und mit der Stellung unzufrieden, wurde er 1858 auf Vermittlung Reinhold Paulis (dessen Vater Meibom getraut hatte) auf eine Professur für deutsches Recht an der Universität Rostock berufen, obwohl er weder den Doktorgrad besaß und nicht habilitiert war. Die Universität verlieh ihm später die Ehrendoktor eines Dr. iur. h.c. In Rostock traf er wieder auf Roth. Die Freundschaft zerbrach aber, weil Meibom Roth in einer Rezension verriss. 1863 war er für ein halbes Jahr Mecklenburger Vertreter in der Dresdener Kommission zur Ausarbeitung eines allgemeinen deutschen Obligationenrechts.
1866 nahm er einen Ruf der Eberhard Karls Universität Tübingen an. 1872 erhielt das Ritterkreuz I. Klasse des Ordens der Württembergischen Krone. 1873 wurde er Ordinarius an der Universität Bonn. Er hatte sich die Ernennung zum Geheimen Justizrat ausbedungen, um es dem gleichzeitig berufenen Kanonisten Johann Friedrich von Schulte gleichzutun.
Bereits 1875 gab er die akademische Laufbahn auf und wurde Rat beim Reichsoberhandelsgericht auf Anregung seines Freunds Robert Römer. Er setzte sich gegen den favorisierten Paul Laband bei der Berufung an das Gericht als Nachfolger von Levin Goldschmidt durch. Er war dort Spezialist für Urheberrechts- und Patentsachen. Nach dessen Auflösung trat er zum 1. Oktober 1879 zum Reichsgericht über, wo er zunächst Mitglied des II. Zivilsenats wurde. Als Gemeinrechtler kam er 1880 in den für ihn passenderen I. Zivilsenat. Er hat die Geschäftsordnung des Reichsgerichts entworfen.
Wegen Kränklichkeit und weil er bei der Kommission zur Revision des Patentgesetzes übergangen wurde, reichte er Ende 1886 sein Pensionsgesuch ein. Im Jahr darauf trat Meibom unter Verleihung des Roten Adlerordens II. Klasse in den Ruhestand, den er in Kassel verbrachte.

## Familie
Am 20. April 1855 heiratete er in Bremen seine Cousine Amalie Ries (1834–1909). Aus der Ehe gingen fünf Töchter hervor, von denen Paula (1857–1947) Karl von Weizsäcker und Susette (1856–1931) Gustav Friedrich Eugen Rümelin heiratete.

## Schriften
- Uebersicht über den dermaligen Stand der Gesetzgebung in Kurhessen und die neuesten Schriften über kurhessisches Recht. Schletters Jahrbücher der deutschen Rechtswissenschaft und Gesetzgebung, Band 2 (1857) S. 246 ff.
- Kurhessisches Privatrecht. (gemeinsam mit Paul Roth) Band 1 (1858), (Google-Books).
- Über Realschulden und Reallasten. In: Jahrbuch des gemeinen deutschen Rechts. Band 4 (1860), S. 442 ff.
- Das deutsche Pfandrecht. (1867), (Digitalisat bei MPIER und Google-Books).
- Ueber den Vorzug eingeklagter und bis zur Exekutionsinstanz verfolgter Forderungen im Konkurse. AcP Band 52 (1869), S. 295–321.
- Mecklenburgisches Hypothekenrecht. (1871), (MPIER-Digitalisate der Ausgabe von 1871 und 1889)
- Gutachten für den 19. Deutschen Juristentag über die Frage, ob der Grundsatz „Kauf bricht Miete“ im bürgerlichen Gesetzbuch Aufnahme finden soll. Verhandlungen des 19. Deutschen Juristentages, Band 1 (1888), S. 1 ff.
- Der Immobilienarrest im Geltungsbereiche der deutschen Civilprozeßordnung. (1888) (MPIER-Digitalisat), zugleich AcP Band 72 (1888), 332 ff.
- Zum Hypotheken- und Grundschuldrecht des Entwurfs eines bürgerlichen Gesetzbuchs für das deutsche Reich. AcP Band 74 (1889), S. 337 ff.
- Die Grundzüge des Grundbuchrechts des Entwurfs eines bürgerlichen Gesetzbuches für das deutsche Reich. AcP Band 75 (1889), S. 430 ff.
- Bemerkungen zum Entwurfe eines Gesetzes betreffend die Abänderung des Patentgesetzes. (1890), (MPIER-Digitalisat).
- Die Lebenserinnerungen des Juristen Viktor von Meibom (1821–1892): ein Juristenleben zwischen Theorie und Praxis. Vorwort von Jürgen Vortmann, 1992.